# Evento de la mubahala
El evento de la mubahala (en árabe: مُبَاهَلَة‎, romanizado: mubāhala, lit. 'maldición mutua') fue un intento fallido de resolver una disputa teológica entre musulmanes y cristianos alrededor del año 632 d.C., invocando la maldición de Dios sobre quienes mintieran. Estos debates tuvieron lugar en la ciudad de Medina, entre una delegación cristiana de Naŷrán, en el sur de Arabia, y el profeta islámico Mahoma, quien propuso esta solución probablemente cuando el debate alcanzó un punto muerto en relación con si la naturaleza de Jesús (Isa) era humana o divina. El episodio habría de jugar un papel importante en la determinación de las relaciones entre el islam y el cristianismo. La mubâhala era un procedimiento ritual presente en la Arabia preislámica que consistía en arbitrar un conflicto entre dos partes invocando mutuamente la maldición de los poderes divinos sobre el adversario.
De acuerdo con la mayoría de tradiciones islámicas, la delegación cristiana se retiró del desafío y negoció un tratado de paz, inmediatamente o a la llegada de Mahoma junto con su familia para la mubahala. Este episodio ha sido vinculado a ciertos versos del Corán, en particular el verso 3:61 (conocido como el Verso de la mubahala). El evento es de particular importancia para los musulmanes chiitas, puesto que Mahoma estaba acompañado por su hija Fátima, su esposo Ali,y sus dos hijos Hasán y Husáin, todos los cuales son figuras centrales en las creencias chiitas. Así, el evento marca la elección y la pureza del «Pueblo de la casa» (Ahl ul-Bayt, la familia del profeta), y en particular del «Pueblo del manto» (Ahl al- Kisa, esto es, Mahoma, Fátima, Ali, Hasán y Husáin). En la época, este evento debió haber elevado su rango religioso como compañeros de Mahoma en sus afirmaciones proféticas.

## Descripción según la tradición islámica
El día 23 de Dhu ul-Hiyya se celebra el nuevo aniversario del evento de la mubahala. En el año noveno de la Hégira el Profeta reunió un gran número de delegaciones de tribus no musulmanas, desde lugares muy distantes para aceptar el Islam. El evento de la mubahala se refiere a un debate en el que la familia del profeta (Ahl ul-Bayt) estuvo en un lado y los cristianos de Najrán estaban en el otro. Los cristianos habían ido a Medina afirmando que Jesús era de origen divino y el hijo de Dios.
El propósito de determinar de la afirmación de Mahoma está de acuerdo con las profecías de sus libros sagrados. El evento se registra en varias colecciones de Hadices y se denomina en el Corán, Sura Al-Imran.
En estos debates, cada lado traería los hombres más informados, y por lo tanto los cristianos se sorprendieron cuando vieron a Ali, Fátima, Hassan y Husayn que acompañaban a Mahoma. Es visto como uno de los méritos de Ahl ul-Bayt y es ampliamente utilizado por los chiitas para probar que Mahoma, Ali Ibn Abi Tálib, Fátimah, Hasan y Husáyn son Panjetan y más prominente entre su Ahl ul-Bayt.

## Concepto
Al-Mubahalah (en árabe: المباهلة‎), Mubahala literalmente significa "mutua oración, pero en la tradición islámica se refiere a una forma de resolver los conflictos religiosos. Cuando las argumentaciones de ambas partes no logran resolver un asunto religioso, las partes rezaban para que Dios soltara su maldición sobre cualquiera de las dos partes que mintiera. Nabtahil (en árabe: نَبتَهل‎) en la aleya de Mubahala es de la raíz Bahl (en árabe: بهل‎) que indica libertad, independencia y, referido a Dios, «suplicar, rezar y depositar en sus manos », en el sentido de liberar el asunto que se desea a Él. En su forma VIII indica «maldecirse recíprocamente dos personas». Este versículo es conocido como Aleya al Mubahala («el versículo de la Ordalía»), y descendió cuando los representantes de los cristianos de Najran discutieron al Mensajero la verdad de las afirmaciones sobre Jesús, contenidas en las aleyas anteriores.
Muchas veces Mubahala es un tipo de prueba que se instiguen o se llame a la prueba puede ser más importante que la ejecución de la misma.

## Antecedentes
En el año noveno de la Hégira, llegó donde el Profeta del Islam un gran número de delegaciones de tribus no Musulmanas, desde lugares muy distantes para aceptar el islam. Estaban impactados por la fama de los musulmanes, y las noticias de que su Profeta era verdadero se expandían rápidamente. Entre esas tribus estaba la gente de Taif quienes una vez habían expulsado de su ciudad al Profeta y cuyo sitio había sido levantado por los musulmanes después de la batalla de Hunain.
En el mismo año, fue enviado un emisario a Naŷran para invitar a esa tribu cristiana al islam, escribió una carta a Abdul Haris Ibn Alqama, el Gran Obispo de Najran quien era el representante oficial de la Iglesia Romana en el Hiyaz, e invitó a la gente de esa zona a abrazar el islam. Ellos consultaron entre ellos y seleccionaron a un comité de catorce personas para que fueran y estudiaran la vida y costumbres del Profeta y elaboraran un informe. De ellos, tres eran considerados como líderes en todos los asuntos. Uno de ellos era llamado Abdul Masih Aquib. Otro era llamado Sayyid y el tercero era llamado Abul Hariz.
Los cristianos, sin embargo, se mantuvieron obstinado y se negaron a ser convencido. Su argumento era que Jesús nació sin padre, por lo que era el hijo de Dios. A partir de entonces, según el relato tradicional, en esta ocasión los siguientes versículos bajaron a Mahoma. 
Sin duda, la semejanza de Jesús está con Dios como la semejanza de Adán; Él quien creó de tierra y luego le dijo: 'Sé, y él era. (Esta es) la verdad de tu Señor, así que no de los que dudan. 
El Profeta recitó los versos a ellos, y después de largas discusiones que se han presentado en detalle en Ibn Hisham Sirah, se llegó a ningún acuerdo sobre la posición y el prestigio de Jesús. Al final de las discusiones, el profeta fue instruido para sugerir que las dos partes se involucran en mubahala.

## Aleya de Mubahálah
El evento está mencionado en el Corán y Tafsirs de 3:61, donde se ordenó Muhámmad invitar a las partes en disputa sobre la naturaleza de Jesús imprecación.

Por tanto, a quien te discuta sobre ello, después del conocimiento que ha venido a ti, dile: « ¡Venid! ¡Llamemos a nuestros hijos y a los vuestros, a nuestras mujeres y a las vuestras y a nosotros mismos y a vosotros mismos y supliquemos [el juicio de Dios] y que la maldición de Dios caiga sobre los mentirosos!» (El Corán.3.61)

Cuando los Cristianos de Naŷran se abstuvieron de entran en el conflicto imprecatorio, el Profeta dijo:
“Por el Señor que me ha designado como Su Mensajero en verdad, si hubieran escogido la maldición, se habría dado una lluvia de fuego sobre ellos en este mismo campo”.
Dice Yabir:
“El versículo (surah 3, aleya 61) fue revelado en referencia a este enfrentamiento. En este versículo, la palabra “ellos mismos” se refiere al Profeta y Ali; la palabra “hijos” se refiere a Hasan y Husein, y la palabra “mujeres” se refiere a Fátimah”.

## Los participantes
El día anterior el Profeta y la delegación habían acordado realizarla en un sitio desértico, lejano a la ciudad. De entre todos los musulmanes y parientes el Enviado de Dios sólo eligió cuatro personas. Ellas eran Ali, Fátima, Hasan y Husáyn.
Tabatabaei ha mencionado en su Tafsir al-Mizan que al-Ma'mun había pedido Ali al-Ridha varias preguntas, una de las cuales era la siguiente: 
- "¿Cuál es la prueba para el Califato de tu abuelo, Ali ibn Abi Tálib?"
- "El verso de nosotros mismos", El Imam respondió.
- "Si no hubiera nuestras mujeres", dijo al-Ma'mun
- "Si no hubiera nuestros hijos", dijo el Imam.
Tabatabaei dice: "El Imam argumentó en la fuerza de la palabra, nos quiso decir que Dios había hecho Ali como la persona del Profeta (¿Y quién podía tener más derecho a suceder al Profeta que su propia persona?) Al-... Ma'mun dijo: "Si no hubiera nuestras mujeres." Quería decir que la referencia a "las mujeres" indica que la palabra 'nosotros' significa 'los nuestros', y como tal, no mostraría ninguna excelencia. El Imam respondió: "Si no hubiera nuestros hijos." Es decir, si 'nosotros' se refiere a los hombres, entonces ¿por qué se deben mencionar por separado los hijos? Ellos se han incluido en 'los nuestros'".

## Acontecimiento
Después de aceptar de los Najranes para Mubahala, Mahoma atravesó la distancia entre su casa y el sitio designado con especial esplendor, cargando al Husayn en sus brazos y tomando de la mano a Hasan, Fátima y Ali lo seguían. Les había dicho: “Cuando yo pronuncie mis palabras ustedes agreguen ‘Amín’ (Así sea)”. Antes de encontrarse con el Profeta los jefes de la delegación comentaron entre sí: “Si notan que Mahoma llega acompañado por sus comandantes y soldados, y nos exhibe su poder material, sepan que no es veraz y que no confía en su función profética. En cambio si se presenta con sus hijos y amados y su aspecto es sencillo, sepan que en verdad es un profeta veraz y que tiene tanta fe en su misión que no sólo está dispuesto a arriesgar su vida sino también la de los seres que más ama”.
Los jefes de la delegación se encontraban conversando cuando de pronto apareció el brillante rostro del Profeta acompañado por cuatro personas de las cuales tres eran ramas del árbol de su ser. Atónitos, todos se miraban entre sí. La presencia de sus dos inocentes nietos y su amada y única hija los había asombrado.Dijo el gran obispo: “Veo rostros que si alzaran sus manos a Dios y le rogaran que arranque las más inmensas montañas de la tierra Él se los concedería. No es bueno que nos sometamos a la ordalía con personas de esta virtud que se refleja en sus bellos y brillantes rostros, pues no es improbable que todos nosotros perezcamos y que el castigo se extienda de tal modo que no quede un solo cristiano sobre la faz de la tierra”.